# Sprachzentrum
Mit Sprachzentrum (eigentlich: Sprachzentren, u. a.: Broca-Areal, Wernicke-Zentrum) werden die Areale im Gehirn bezeichnet, denen eine besondere Funktion bei der Sprachverarbeitung und -produktion zukommt. 

## Gegenwärtiger Forschungsstand

Im Text genannte Gehirnbereiche:
5. Gyrus frontalis inferior
5a/b Broca-Areal
10. Gyrus temporalis superior
11. Gyrus temporalis medius
G Sulcus temporalis superior.
Das Wernicke-Zentrum befindet sich in etwa an der Stelle des Buchstabens „G“.

Mit neuen funktionellen Bildgebungsverfahren wie PET und fMRT kann man Bilder erzeugen, die Gebiete und deren Aktivierungszustand im lebenden Gehirn zeigen. Zuvor stützte sich die Forschung vor allem auf Ausfallerscheinungen bei Schädigungen der Großhirnrinde. Damit hat die Erforschung der Gebiete der Sprachverarbeitung eine radikale Wende erfahren. Mittlerweile ist bekannt, dass eine ganze Reihe relativ breit verteilter Areale an der Sprachverarbeitung beteiligt sind. In neueren Forschungsarbeiten wird auch subkortikalen, also unterhalb der Großhirnrinde im Kerngebiet liegenden Gebieten wie Putamen und Nucleus caudatus, sowie prämotorischen (BA 6) Regionen zunehmend Aufmerksamkeit geschenkt. Ganz allgemein wird gegenwärtig davon ausgegangen, dass neben den primären und sekundären auditorischen Verarbeitungsarealen die folgenden Strukturen der Großhirnrinde eine wesentliche Rolle bei der Sprachverarbeitung spielen:
- Gyrus frontalis inferior
  - BA 44: Verarbeitung des Satzbaus, Arbeitsgedächtnis
  - BA 45/47: Verstehen der Sätze, Arbeitsgedächtnis
- Gyrus temporalis superior:
  - Anteriorer Anteil: Morphosyntaktische Verarbeitung: Aufbau der Wörter mit Vor- und Nachsilben, sowie Satzbau
  - Posteriorer Anteil: Integration syntaktischer und semantischer Information: Setzt den Satzbau mit der Bedeutung des Gesprochenen in Beziehung
- Gyrus temporalis medius: Wortsemantische Verarbeitung, Bedeutung der einzelnen Wörter

Dabei sind bei Rechtshändern hauptsächlich die Areale der linken Großhirnhemisphäre involviert, wobei bilaterale Aktivierungen gerade im Bereich syntaktischer Verarbeitung nicht selten sind. Es wird gegenwärtig angenommen, dass die rechte Hemisphäre eine wichtige Rolle bei der Verarbeitung von suprasegmentalen akustischen Merkmalen wie Prosodie spielt.
Die meisten Sprachverarbeitungsareale bilden sich im zweiten Lebensjahr in der sprachdominanten Hirnhälfte aus. Statistischen Erkenntnissen zufolge ist deren Lage von der persönlichen Händigkeit weitestgehend unabhängig: Bei 98 Prozent der Rechtshänder ist die linke Hemisphäre dominant, bei der Mehrzahl der Linkshänder auch.

## Ältere Modelle

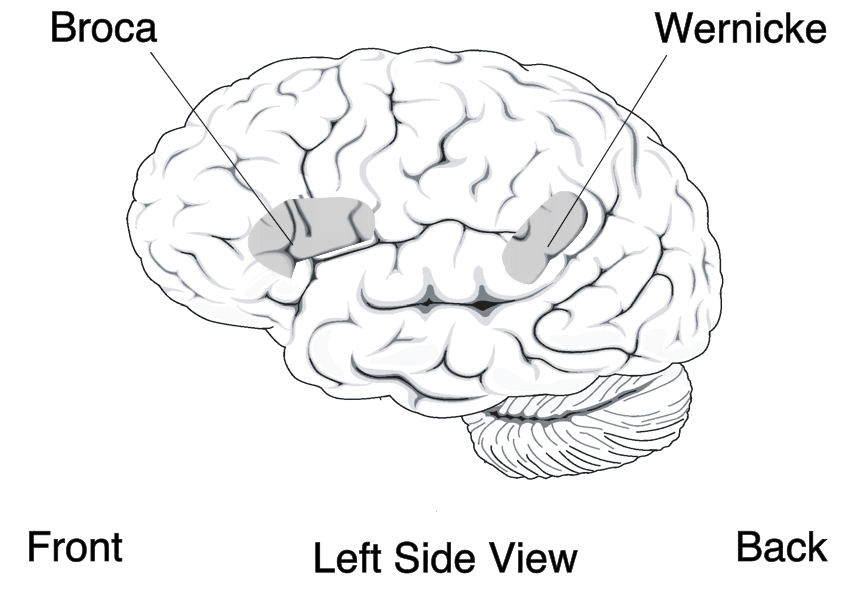
Broca- und Wernicke-Areale

Die vor dem Aufkommen funktioneller Bildgebungsverfahren lange Zeit angenommene Differenzierung in nur zwei großflächige Sprachverarbeitungsareale (Broca- bzw. Wernicke-Areal) gilt als überholt. Dem Broca-Areal wurde erstmals 1861 von dem französischen Neurologen und Anthropologen Paul Broca eine Rolle bei sprachlichen Funktionen zugeschrieben. Grundlage dieser Entdeckung war die Erforschung von Sprachproblemen nach Schädigungen in dieser Hirnregion, die in der unteren Stirnhirnwindung angesiedelt ist. Läsionen des Broca-Areals resultieren vor allem in Störungen der Sprachproduktion. Schädigungen des Wernicke-Areals, das sich im oberen Anteil des Schläfenlappens befindet, führen dagegen hauptsächlich zu Störungen der Sprachrezeption. Namensgeber ist der deutsche Arzt Carl Wernicke, der es 1874 bei der Erforschung von Aphasien (Verlust an Sprachfähigkeiten) entdeckte.
Dieses engere Broca-Areal gilt auch heute als wichtiges Sprachzentrum, in dem Syntax, Grammatik und Satzstruktur verarbeitet werden.
Bereits in diesen frühen Forschungen konnte also gezeigt werden, dass die inhaltliche und strukturelle Sprachverarbeitung in verschiedenen Gehirnbereichen stattfindet.